# Apokalypstapeten
Apokalypstapeten är en fransk svit bonader från slutet av 1300-talet.
Bonadsviten producerades i Nicolas Batailles tapetväveri i Paris. Bildmotivet är efter förlagor av den flamländske bokmålaren Jean de Bandol och gestaltar motiv ur Uppenbarelseboken.
Av de 90 tapeterna finns 70 kvar på slottet i Angers i Frankrike.

## Bildgalleri

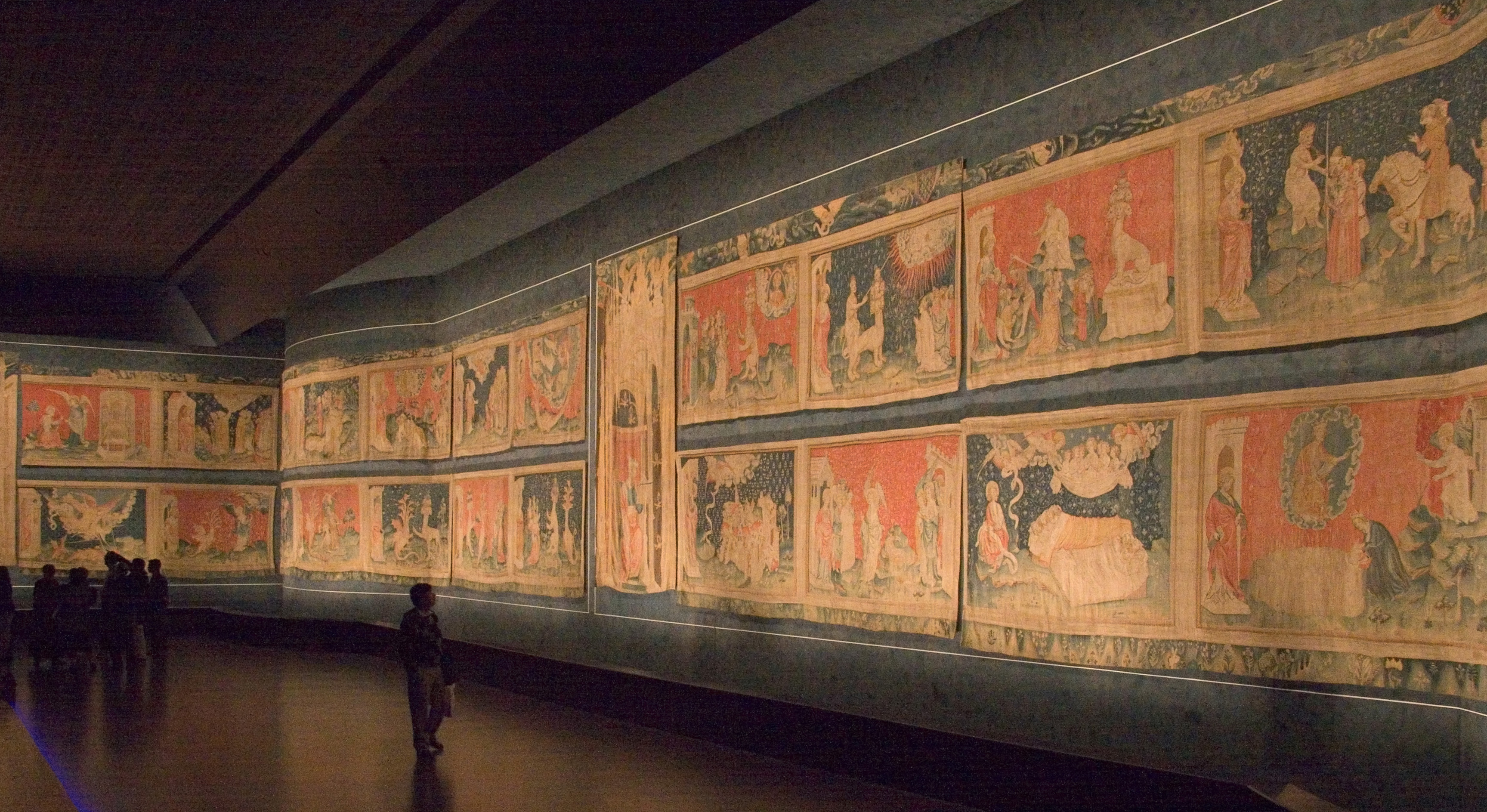
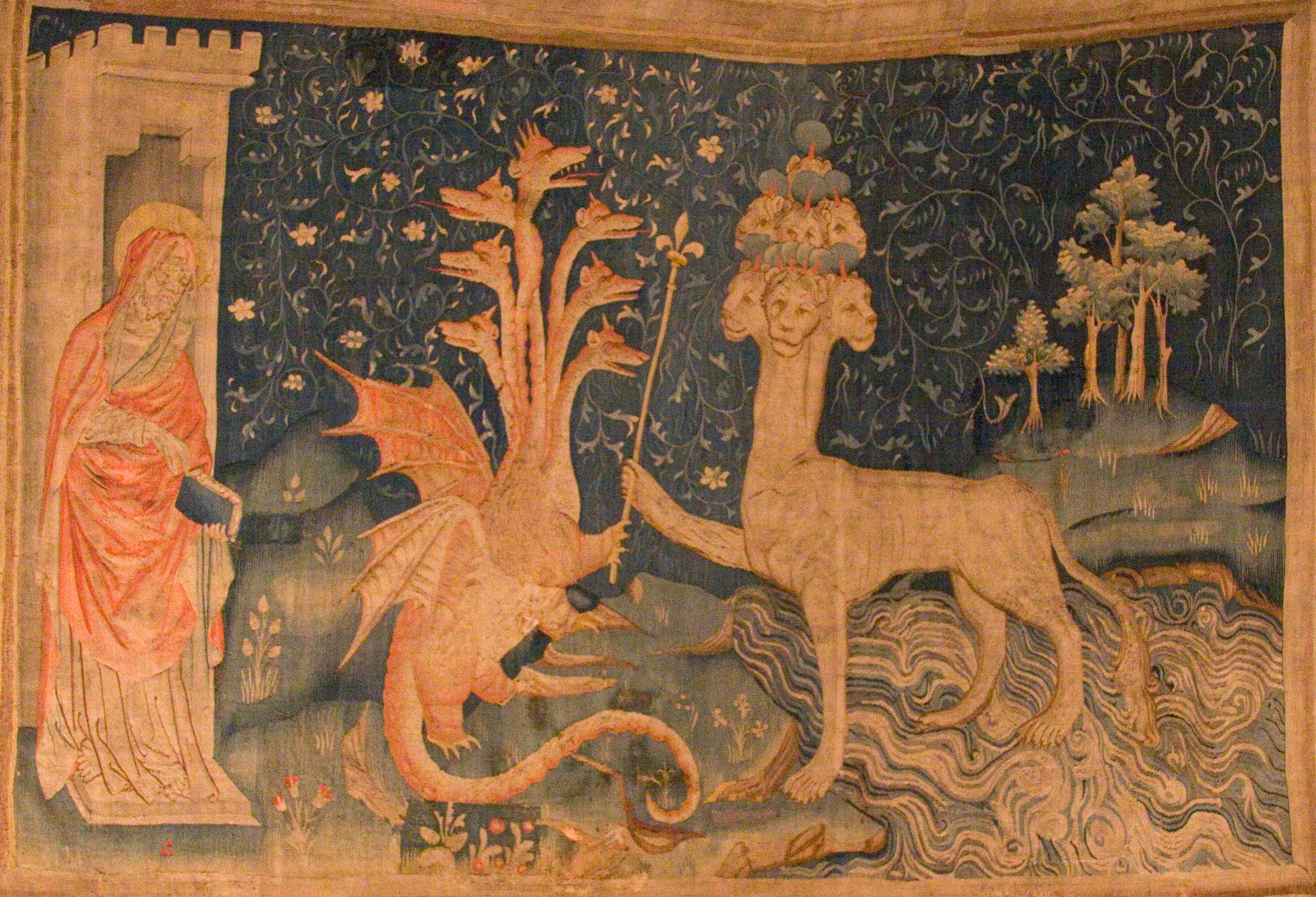
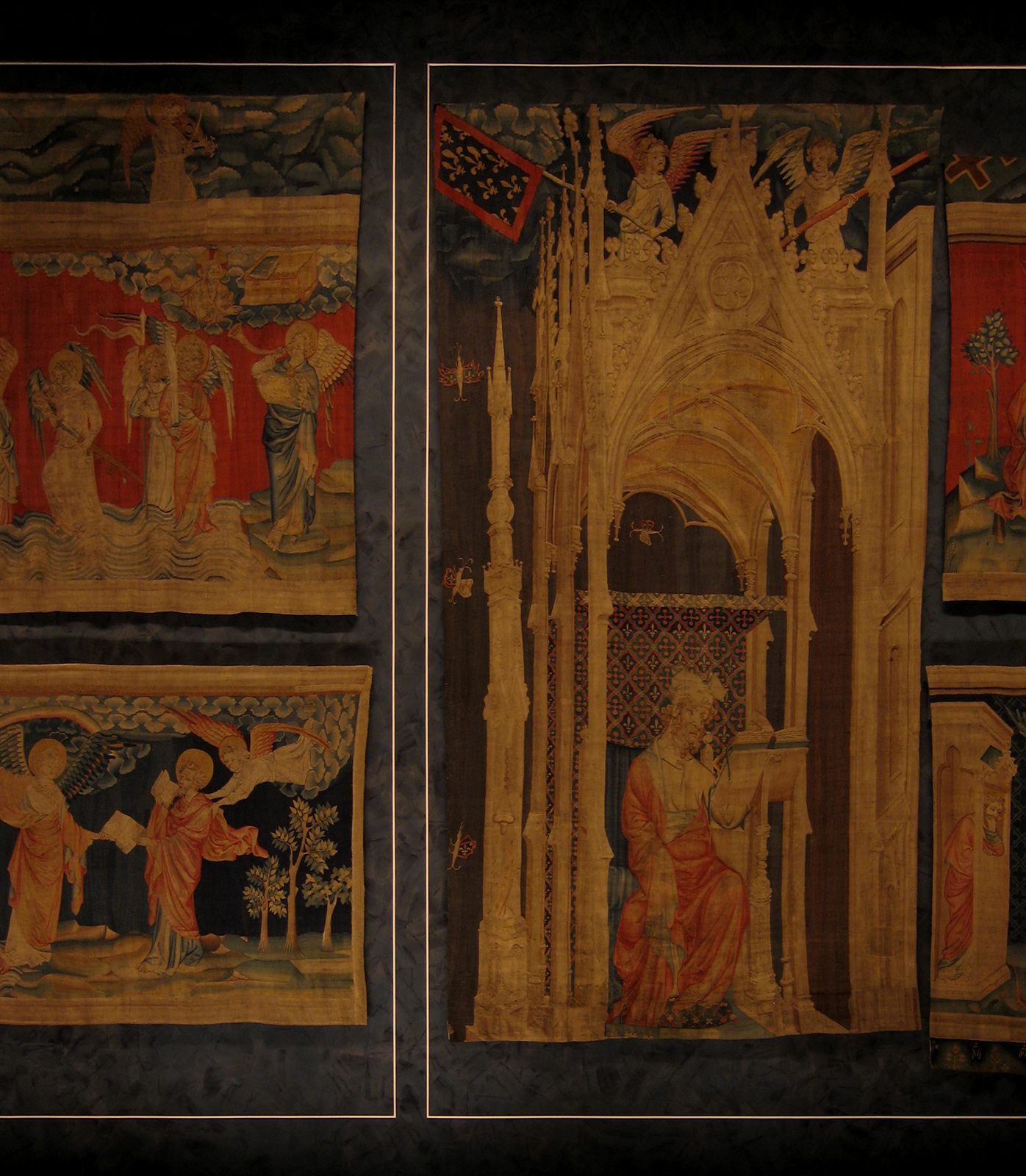
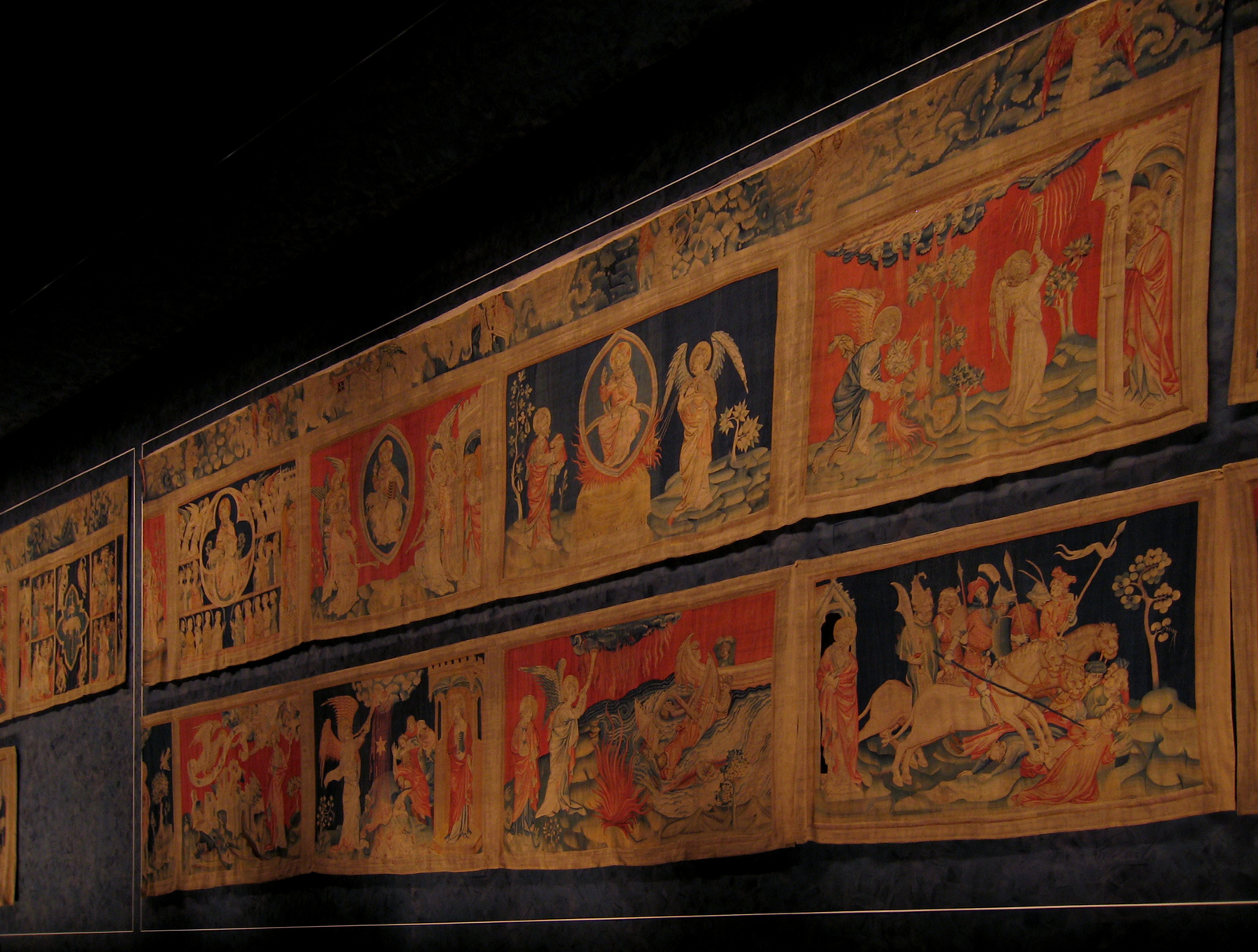